# Blumenbachia dissecta
Blumenbachia dissecta là một loài thực vật có hoa trong họ Loasaceae. Loài này được (Hook. & Arn.) Weigend & Grau mô tả khoa học đầu tiên năm 2007.